# Harpagus
Harpagus – rodzaj ptaków z podrodziny jastrzębi (Accipitrinae) w rodzinie  jastrzębiowatych (Accipitridae).

## Zasięg występowania
Rodzaj obejmuje gatunki występujące w Ameryce (Meksyk, Belize, Gwatemala, Honduras, Nikaragua, Kostaryka, Panama, Kolumbia, Wenezuela, Trynidad i Tobago, Gujana, Surinam, Gujana Francuska, Brazylia, Ekwador, Peru, Boliwia, Paragwaj i Argentyna).

## Morfologia
Długość ciała 60–104 cm, rozpiętość skrzydeł 159–234 cm; masa ciała 1600–7200 g; samice są większe i cięższe od samców.

## Systematyka

### Etymologia
- Harpagus: łac. harpago „drapieżna osoba, harpia”, od gr. ἁρπαζω harpazō „chwytać lub nosić z przemocą” (por. Harpagus (VI wiek p.n.e.), perski generał, który został zmuszony do zjedzenia mięsa z własnego syna)[7].
- Bidens: łac. bidens, bidentis „mieć dwa zęby, dwuzębny”, od bi- „dwu-, podwójny”, od bis „dwukrotny”; dens, dentis „ząb”[8]. Gatunek typowy: Falco bidentatus Latham, 1790; młodszy homonim Bidens Fischer, 1814 (Mammalia).
- Diodon: epitet gatunkowy Falco diodon Temminck, 1823; gr. δι- di- „podwójny”, od δις dis „dwukrotny”, od δυο duo „dwa”; οδων odōn, οδοντος odontos „ząb”[9]. Gatunek typowy: Diodon brasiliensis Lesson, 1830 (= Falco diodon Temminck, 1823).
- Diplodon: gr. διπλος diplos „podwójny”; οδων odōn, οδοντος odontos „ząb”[10]. Gatunek typowy: Falco bidentatus Latham, 1790.

### Podział systematyczny
Do rodzaju należą następujące gatunki:
- Harpagus bidentatus Latham, 1790 – cykadojad rdzawopierśny
- Harpagus diodon (Temminck, 1823) – cykadojad białopierśny